# Regierung Jozef Moravčík
Die Regierung Jozef Moravčík amtierte als Übergangsregierung der Slowakei vom 15. März 1994 bis zum 13. Dezember 1994 unter Ministerpräsident Jozef Moravčík. Der Einfluss der Regierung wurde de facto bereits in der Nacht vom 3./4. November 1994 von der zu dem Zeitpunkt noch inoffiziellen neuen Regierungskoalition der Parteien HZDS, ZRS und SNS beendet.

## Regierungsbildung und Programm
Nachdem die zweite Regierung von Ministerpräsident Vladimír Mečiar (1992–1994) durch ein Misstrauensvotum am 15. März 1994 gestürzt wurde, wurde eine kurzfristige neunmonatige Übergangsregierung unter Jozef Moravčík gebildet, die das Land bis zu den vorgezogenen Neuwahlen im September 1994 regierte. Die Moravčík-Regierung schlug in dieser Zeit einen klar prowestlichen Kurs ein, befürwortet eine rasche Privatisierung der Wirtschaft und nahm nun von Mečiar lange abgelehnten IWF-Kredit in Höhe von 265 Millionen US-Dollar auf. In der Außenpolitik suchte die neue Regierung die Beziehungen zu Russland durch eine Intensivierung der Kontakte zur Ukraine unter Leonid Krawtschuk zu ersetzen. Innenpolitisch konnte die Regierung die kulturelle Situation der ungarischen Minderheit verbessern, indem zweisprachige Ortstafeln für Siedlungen mit einem Bevölkerungsanteil ab 20 % Ungarn beschlossen wurden.

## Regierungszusammensetzung

### Ministerpräsident
- Jozef Moravčík (DEÚS)

### Vizeministerpräsidenten
- Ivan Šimko (KDH) – Vizeministerpräsident für die Legislative
- Roman Kováč (DEÚS) – Vizeministerpräsident für nichtwirtschaftliche Resorte
- Brigita Schmögnerová (SDĽ) – Vizeministerpräsidentin für Wirtschaft

### Minister
- Eduard Kukan (DEÚS) – Außenminister
- Pavol Kanis (SDĽ) – Verteidigungsminister
- Ladislav Pittner (KDH) – Innenminister
- Milan Hanzel (SDĽ) – Justizminister
- Rudolf Filkus (DEÚS) – Finanzminister
- Peter Magvaši (SDĽ) – Wirtschaftsminister
- Milan Janičina (NDS) – Minister für Verwaltung und für die Privatisierung von Staatseigentum
- Mikuláš Dzurinda (KDH) – Minister für Verkehr, Verbindungen und öffentliche Arbeiten
- Pavol Koncoš (SDĽ) – Landwirtschaftsminister
- Juraj Hraško (SDĽ) – Umweltminister
- Július Brocka (KDH) – Arbeits-, Sozial- und Familienminister
- Tibor Šagát (KDH) – Gesundheitsminister
- Ľubomír Harach (SDĽ) – Bildungs- und Wissenschaftsminister
- Ľubomír Roman (KDH) – Kulturminister